# Chapelle Sainte-Eutrope de Langourla
La chapelle Sainte-Eutrope est un édifice situé à Langourla, en France.

## Localisation
La chapelle est située sur le territoire de la commune de Langourla, au lieu-dit Le Bourg, dans le département  des Côtes-d'Armor, en région Bretagne.

## Description
La chapelle date du XVIe siècle. La tour daterait du XIIIe siècle, de forme octogonale et construite avec des pierres de taille, elle compte quatre ouvertures sur arcs d'ogives. Elle est flanquée au nord d'une petite tourelle qui accueille un escalier en colimaçon. Il y a un petit étage sous la charpente. Sur les piliers, on peut observer le blason de Langourla. Cette ancienne tour est ce qui reste de l'ancienne église Saint-Eutrope. Sous le poids des années elle devait être démolie entièrement. Mais l'évêque de Saint-Brieuc, Augustin David, intervient en 1866, pour qu'il soit préservé ce qu'il reste encore aujourd'hui. Quand la démolition de cette église commença en 1869, on conserva donc la tour. Elle devenu alors la chapelle des morts, veillant sur le cimetière à son pied. Elle fut également un lieu de pèlerinage car saint Eutrope avait, dit-on, le pouvoir de guérir l'hydropisie et la migraine. Les pèlerins devaient appliquer la terre du pied de la tour sur leurs maux, puis reposer cette terre à sa place. Certains ont donc rapporté cette terre à leurs malades pour revenir ensuite la replacer.
À la fin des années 1950, il fut à nouveau question de la démolir. En effet, envahie par le lierre, sa charpente donnait des signes importants de fatigue. À nouveau sauvée en étant classée monument historique en 1965. Elle est alors entièrement rénovée. Le cimetière a été transféré à la sortie est du bourg à la fin des années 1950. 

## Historique
De l'ancienne église, démolie après 1866, reste la tour octogonale flanquée, au nord, d'une tourelle recevant un escalier tournant et surmontée d'une flèche en charpente. La tour est percée de quatre portes en ogive avec arc brisé ornées, à l'intérieur, de petites colonnes qui supportent une voûte en pierre.
La chapelle est classée au titre des monuments historiques par arrêté du 19 mai 1965.

## Galerie

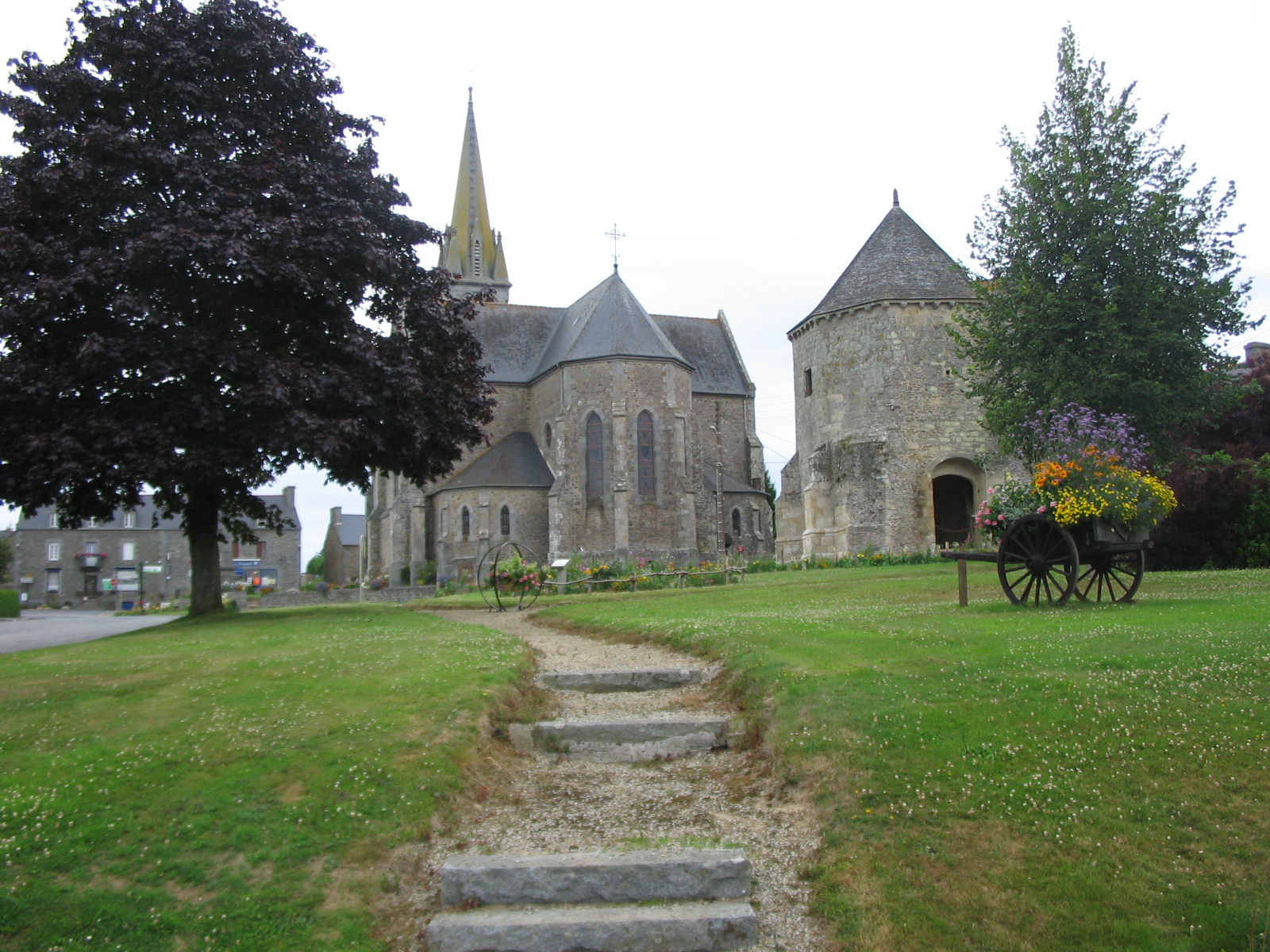
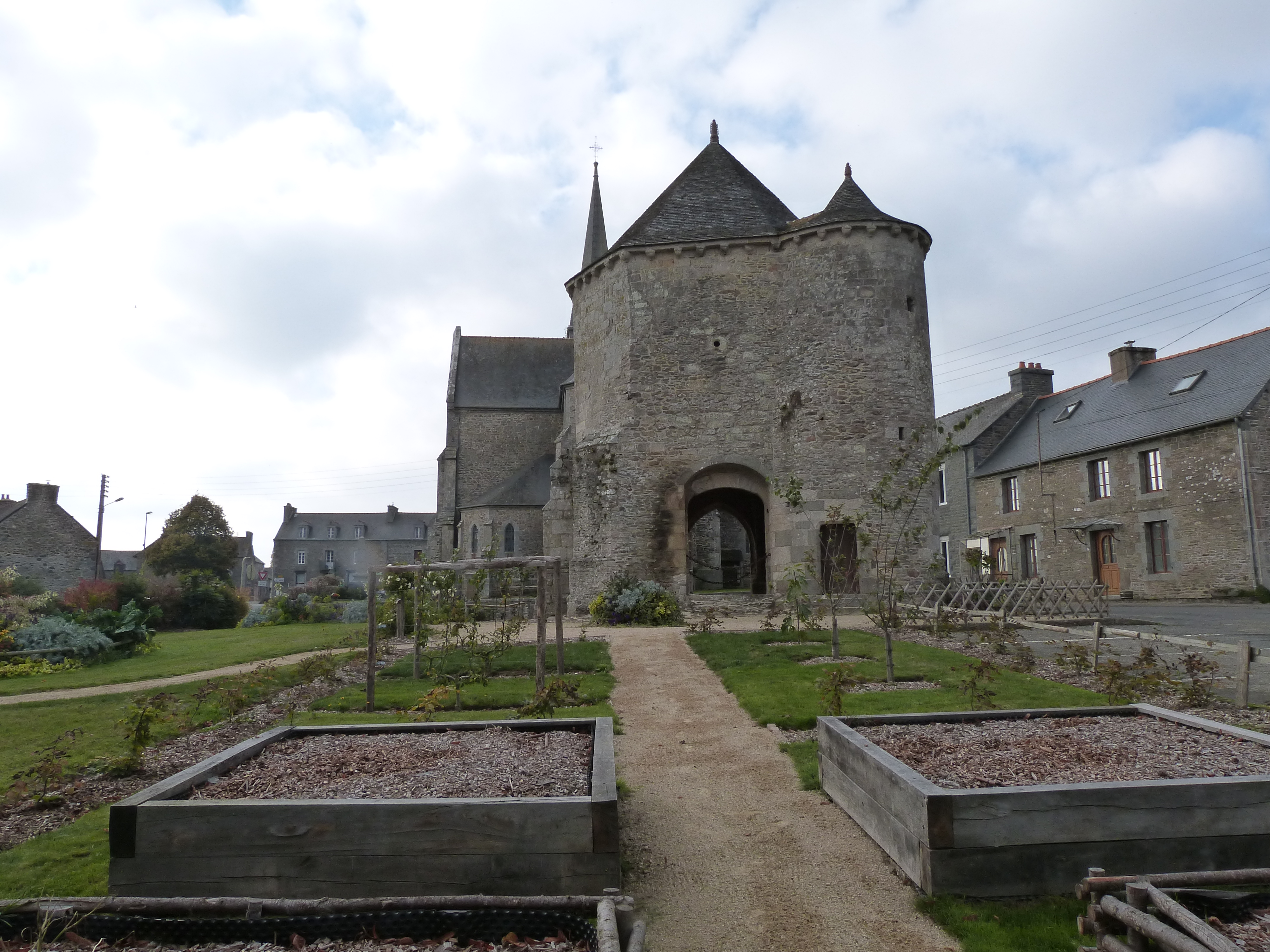
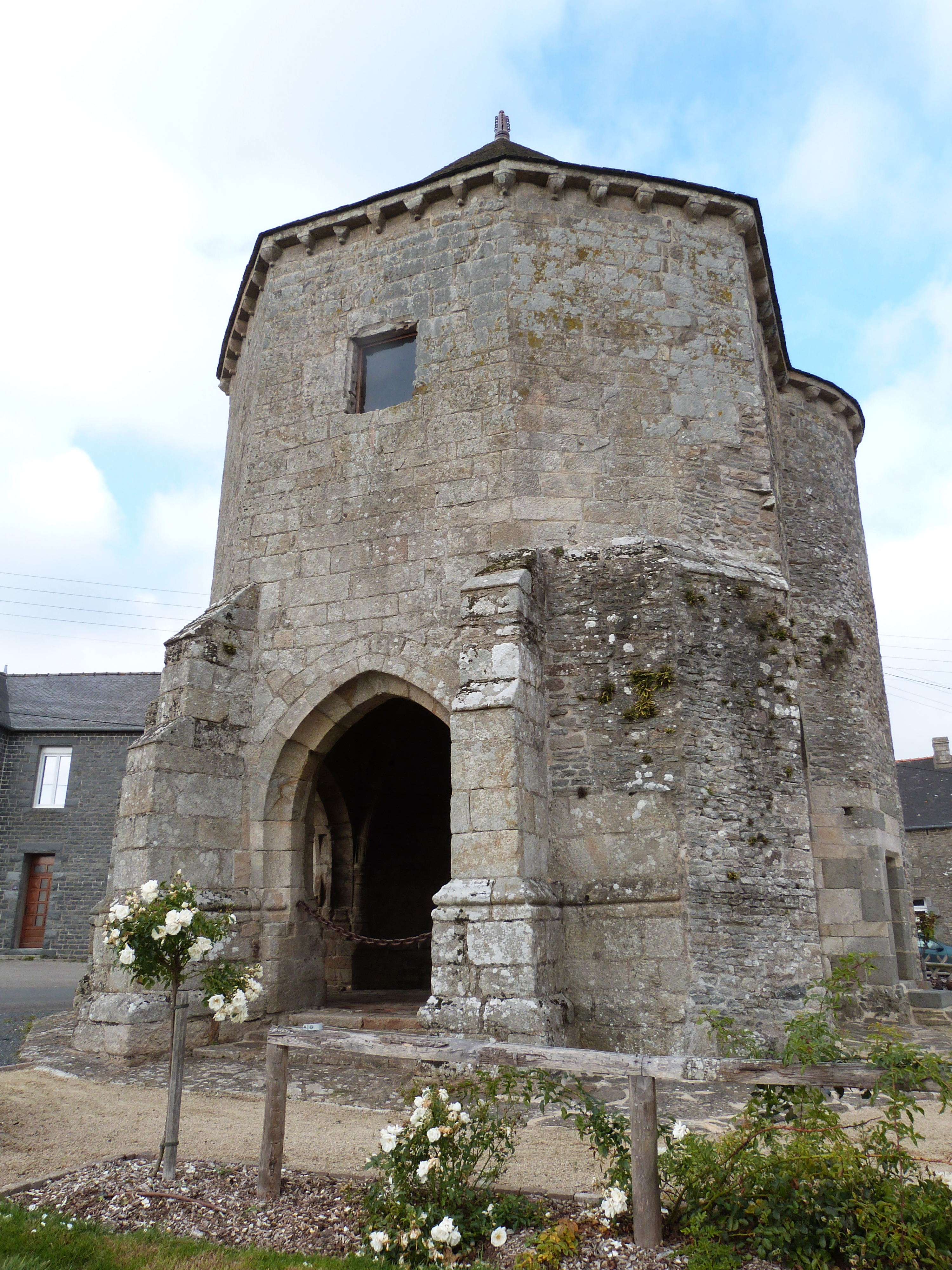
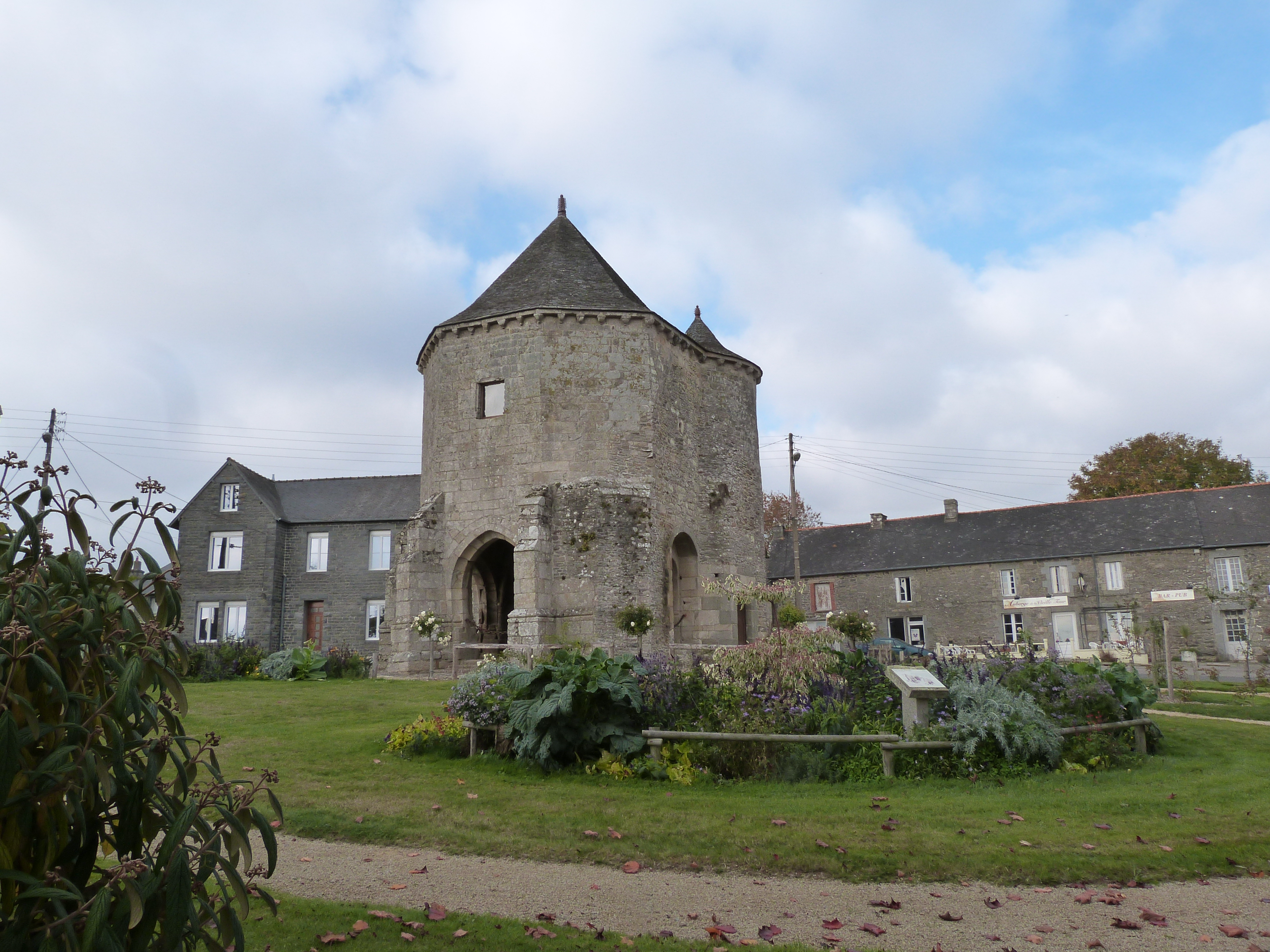
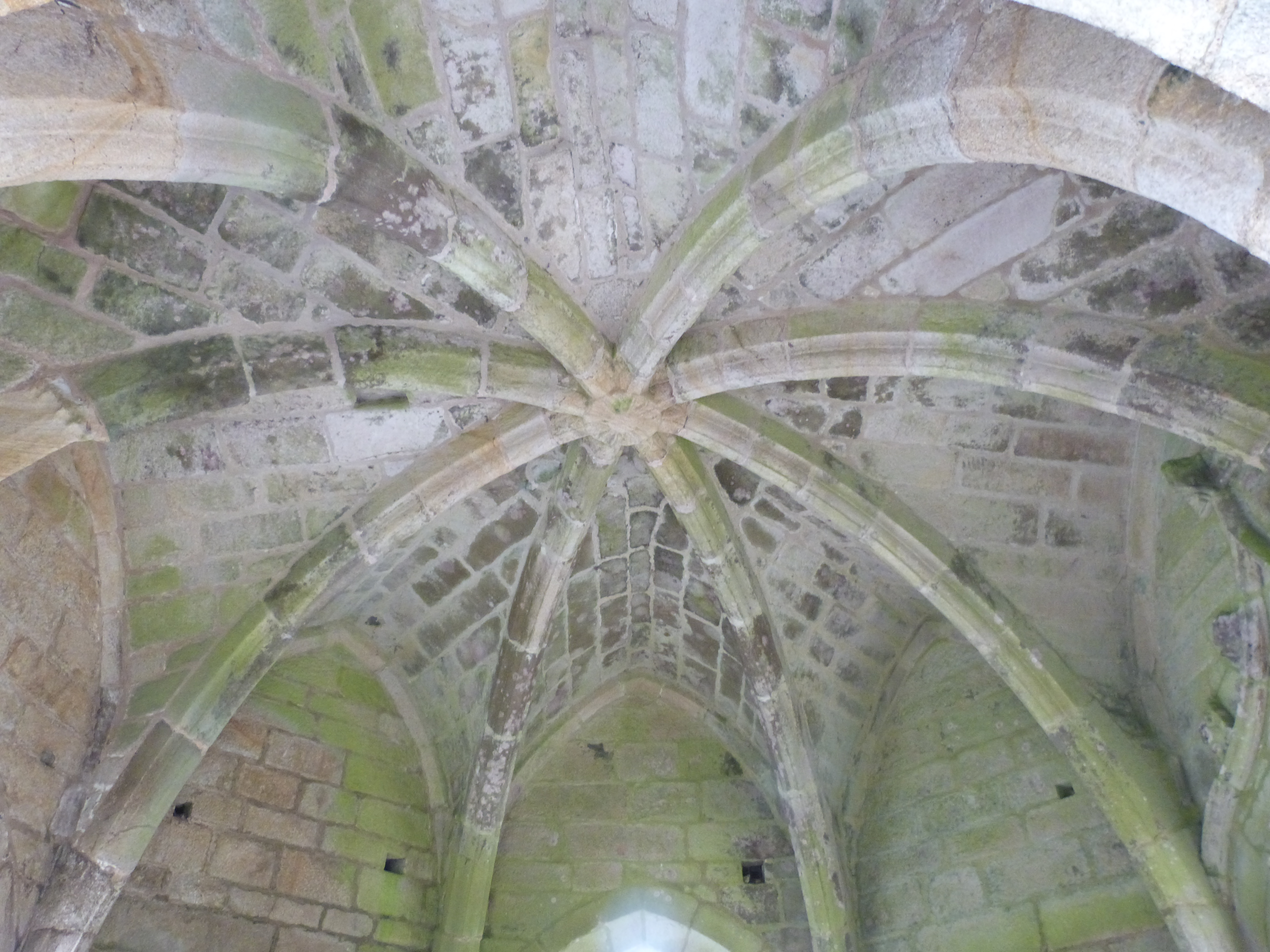